# Telecí
Telecí (en allemand : Teletz) est une commune du district de Svitavy, dans la région de Pardubice, en République tchèque. Sa population s'élevait à 422 habitants en 2024.

## Géographie
Telecí se trouve à 7 km à l'ouest-sud-ouest de Polička, à 48 km au sud-est de Pardubice, à 63 km au sud-sud-est de Hradec Králové et à 133 km à l'est-sud-est de Prague.
La commune est limitée par Borová et Oldřiš au nord, par Sádek à l'est, par Korouhev, Borovnice et Spělkov au sud, et par Krásné et Pustá Rybná à l'ouest.

## Histoire
La première mention écrite de la localité date de 1403.

## Patrimoine

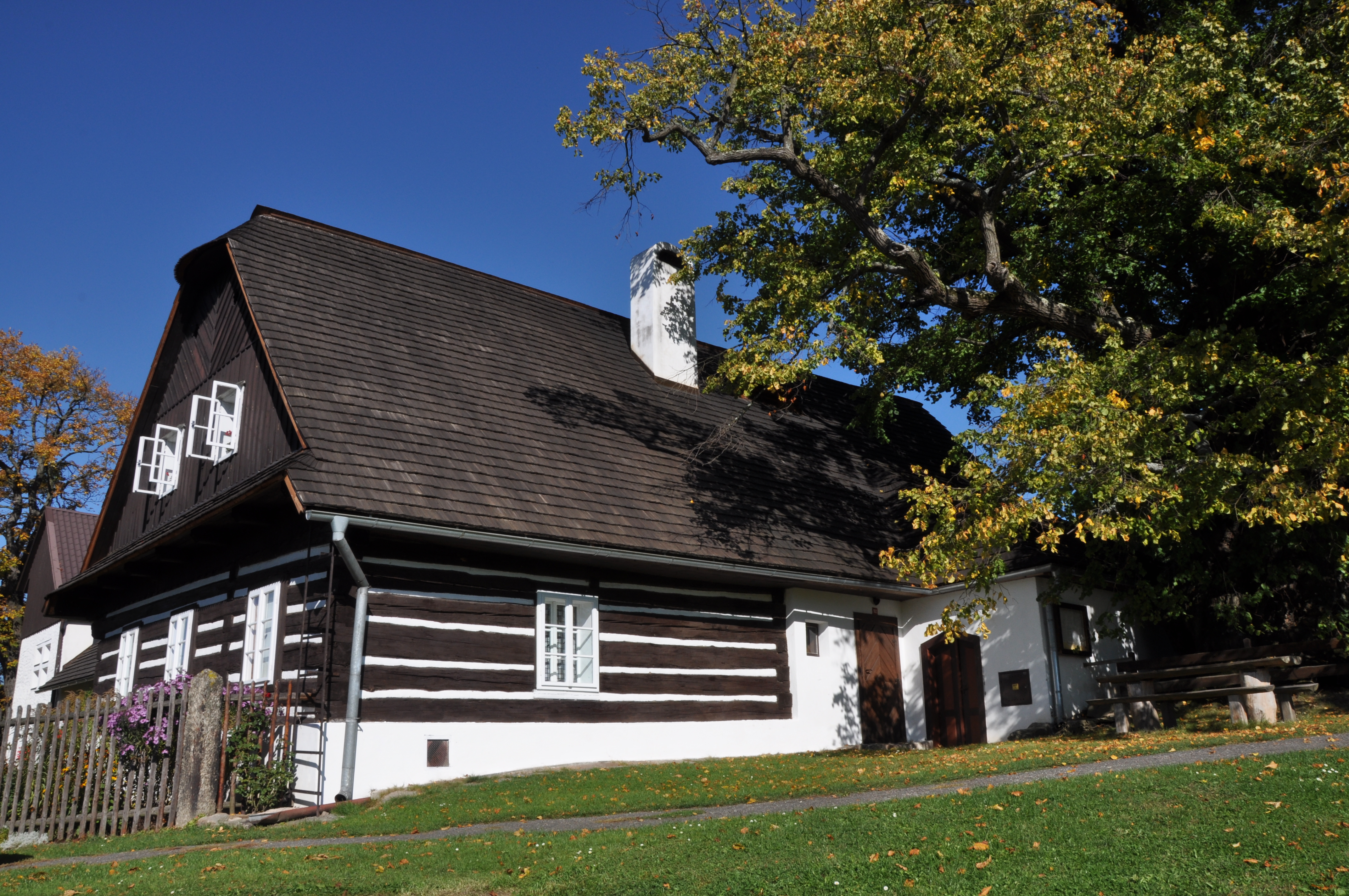
Telecí : maison no 102.
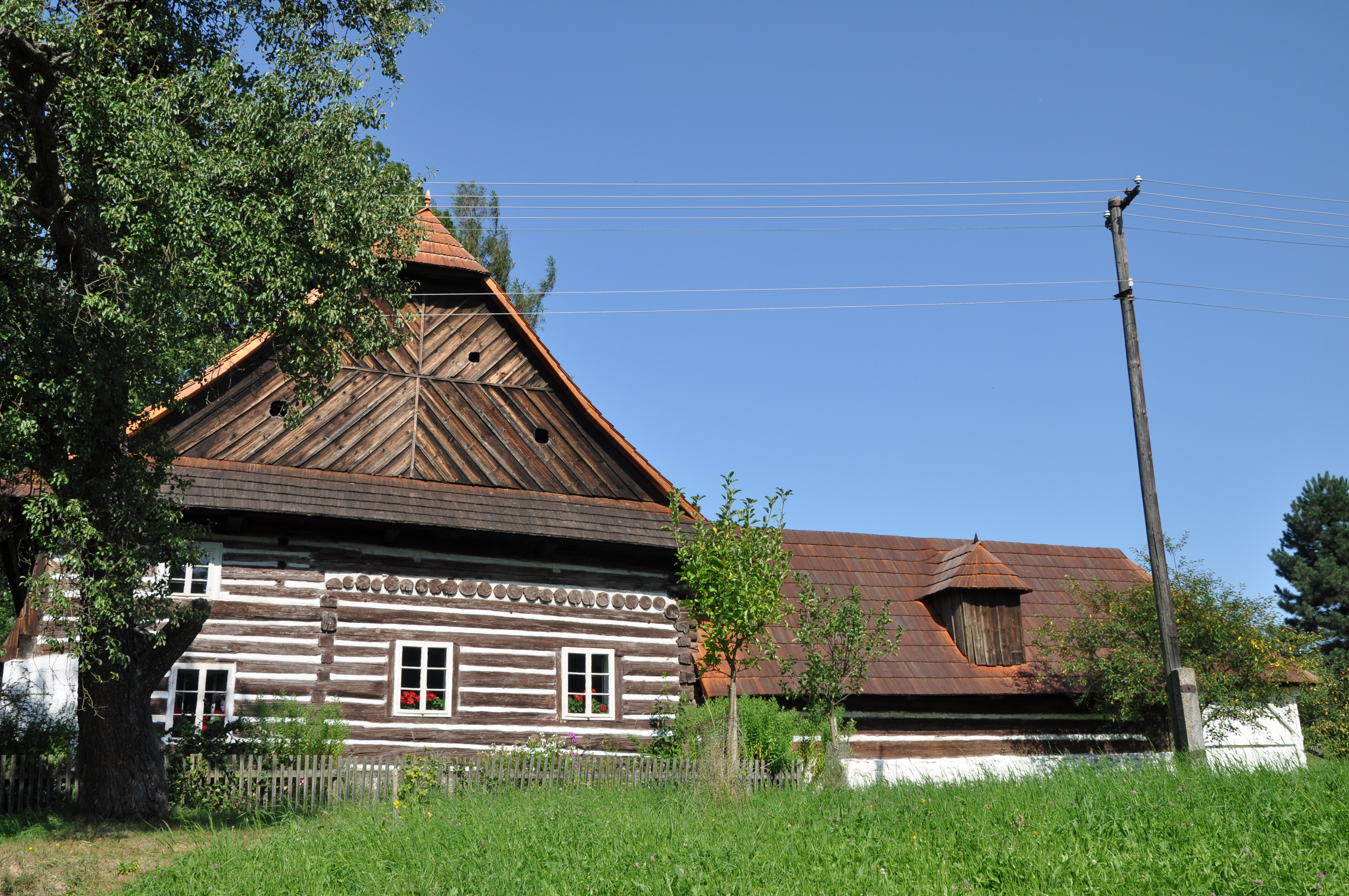
Architecture rurale traditionnelle.

## Transports
Par la route, Telecí se trouve à 11 km de Polička, à 28 km de Svitavy, à 60 km de Pardubice et à 175 km de Prague. 